# Gilles Maignan
Pour les articles homonymes, voir Maignan.
Gilles Maignan est un coureur cycliste français, né le 30 juillet 1968 à Argenteuil.

## Biographie
Gilles Maignan passe professionnel dans l'équipe Mutuelle de Seine-et-Marne en 1995. Il obtient l'essentiel de ses victoires à la fin des années 1990, durant lesquelles il est notamment double champion de France contre-la-montre. Il est également le seul coureur français à avoir remporté le Tour Down Under.
Il met un terme à sa carrière en 2002. Il est désormais employé par Amaury Sport Organisation. Depuis 2004, il est le conducteur en course du directeur du Tour de France Christian Prudhomme. Il est aussi responsable sportif au sein du service compétition, dirigé par Thierry Gouvenou, responsable de tracer les étapes des épreuves cyclistes.

## Résultats

### Palmarès amateur
- 1990
  - Souvenir Louison-Bobet
  - 3e du championnat de France militaires sur route
- 1991
  - Flèche finistérienne
  - 3e de Rouen-Gisors
- 1992
  - Paris-Auxerre
  - 3e de la Ronde de l'Isard d'Ariège
  - 3e du Tour du Loir-et-Cher
  - 3e du championnat de France du contre-la-montre par équipes
- 1993
  - Paris-Laon
  - La Tramontane
  - 3e de la Ronde du Canigou
- 1994
  - 1re étape du Tour de Valence
  - 2e de Paris-Troyes
  - 2e du championnat de France du contre-la-montre par équipes
  - 3e du Tour de Valence
  - 3e des Boucles catalanes
  - 3e de Paris-Mantes
  - 3e de la Classique des Alpes amateurs

### Palmarès professionnel
| - 1997 - 2e du Tour de Vendée - 9e du Grand Prix des Nations - 1998 - Champion de France du contre-la-montre - 2e étape du Tour du Limousin - 2e du Chrono des Herbiers - 2e du Grand Prix des Nations - 1999 - Champion de France du contre-la-montre - 5e étape du Grand Prix du Midi libre - 3e étape du Circuit des Mines - 2e du Circuit de la Sarthe - 2e du Chrono des Herbiers - 2e du Duo normand (avec Artūras Kasputis) - 5e du Grand Prix des Nations - 7e du championnat du monde du contre-la-montre | - 2000 - Classement général du Tour Down Under - 4e étape du Tour du Poitou-Charentes (contre-la-montre) - 2e du Circuit des Mines - 2001 - À travers le Morbihan |  |

### Résultats sur les grands tours

#### Tour de France
4 participations
- 1997 : abandon (14e étape)
- 1999 : 82e
- 2000 : 81e
- 2001 : 121e

### Classements mondiaux
Gilles Maignan a été classé au mieux 119e en fin d'année au classement UCI en 1999.
| Année          | 1995 | 1996 | 1997 | 1998 | 1999 | 2000 | 2001 |
| -------------- | ---- | ---- | ---- | ---- | ---- | ---- | ---- |
| Classement UCI | 594e | 694e | 356e | 120e | 119e | 181e | 470e |